# 布吕南贝尔
布吕南贝尔（法語：Brunembert，法語發音：[bʁynɑ̃bɛʁ]）是法国上法蘭西大區加来海峡省的一个市镇，属于滨海布洛涅区。

## 地理
布吕南贝尔（50°42'50"N, 1°53'36"E）面积6.11 平方千米，位于法国上法蘭西大區加来海峡省，该省份为法国北部沿海省份，西北濒北海，南至索姆省，东临北部省。
与布吕南贝尔接壤的市镇（或旧市镇、城区）包括：叙尔克、塞勒、隆格维尔、凯克、布农维尔、埃克耶、埃讷沃。
布吕南贝尔的时区为UTC+01:00、UTC+02:00（夏令时）。

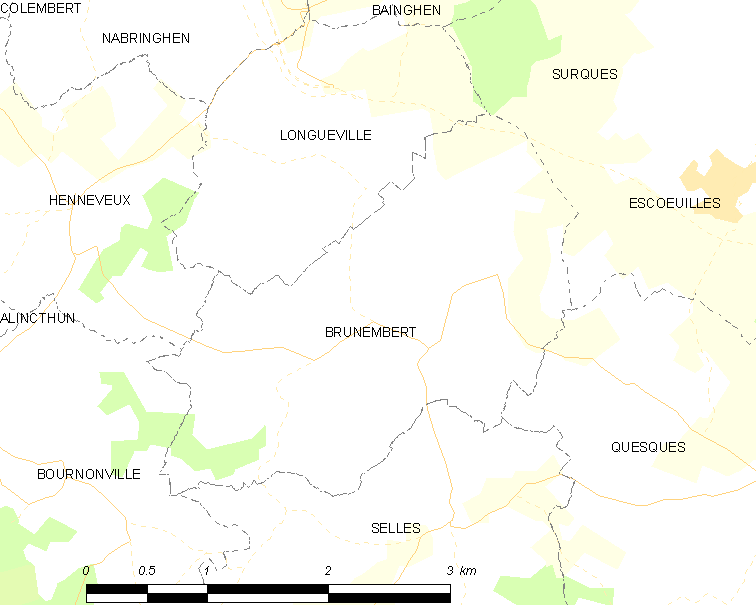
布吕南贝尔的OSM定位图

## 行政
布吕南贝尔的邮政编码为62240，INSEE市镇编码为62179。

## 政治
布吕南贝尔所属的省级选区为代夫勒县。

## 人口

1962-2008年间布吕南贝尔人口变化图示

布吕南贝尔于2022年1月1日时的人口数量为394人。